# Катав
Катав (рос. Катав, башк. Ҡытау, Ҡатау) — річка на Південному Уралі, що протікає по території Башкортостану та Челябінської області Росії. Ліва притока Юрюзані. Довжина — 95 км (з Великим Катавом — 111 км, площа водозабору — 1100 км².
Бере початок в Башкортостані у місці злиття річок Малий Катав і Великий Катав за 4 км від гори Великий Шолом і далі тече територією Катав-Івановського району Челябінської області.
На річці багато порогів, течія швидка, а по берегах розташовано близько десятка невеликих за розмірами печер. У містах Катав-Івановськ та Усть-Катав зарегульована ставками.

## Назва
Назва походить від башкирського племені катай. Відповідно до «Короткого топонімічного словника» В.А. Ніконова гідронім походить від башкирського слова катыу — «пересихаючий, той, що забруднюється».

## Галерея

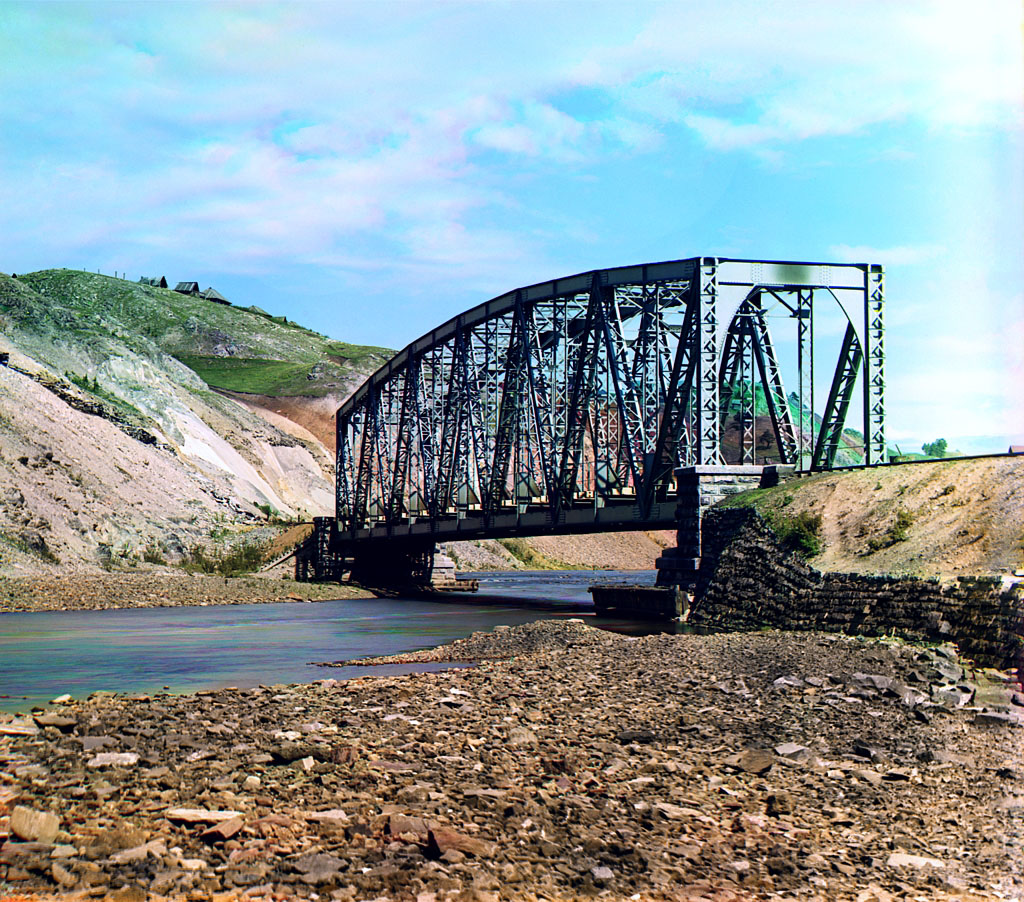
Міст через р. Катав поблизу заводу
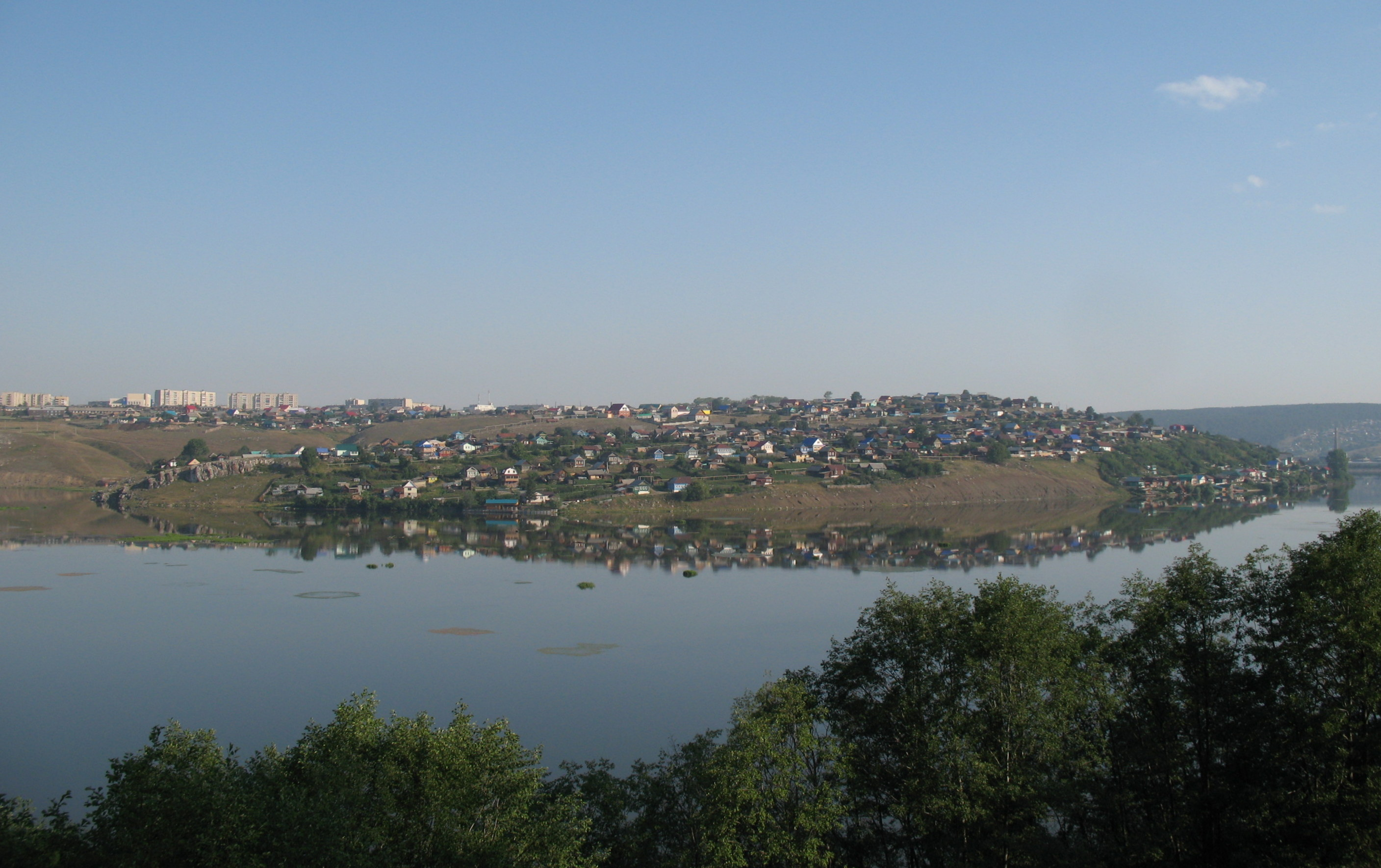
Вид на Усть-Катав зі сторони Катавського ставка